# Камжак
Камжак (фр. Camjac) насеље је и општина у јужној Француској у региону Миди Пирене, у департману Аверон која припада префектури Родез.
По подацима из 2011. године у општини је живело 566 становника, а густина насељености је износила 24,58 становника/km². Општина се простире на површини од 23,03 km². Налази се на средњој надморској висини од 550 метара (максималној 613 m, а минималној 319 m).

## Демографија
| 1962. | 1968. | 1975. | 1982. | 1990. | 1999. | 2011. |
| ----- | ----- | ----- | ----- | ----- | ----- | ----- |
| 634   | 713   | 649   | 601   | 596   | 554   | 566   |

График промене броја становника у току последњих година